# تلمبه نظر یاراحمدی
تلمبه نظر یاراحمدی یک منطقهٔ مسکونی در ایران است که در دهستان ریزآب واقع شده‌است.